# 昆圖斯·凱基利烏斯·梅特盧斯·皮烏斯
昆圖斯·凱基利烏斯·梅特盧斯·皮烏斯（Quintus Caecilius Metellus Pius，約前128年—前63年），古羅馬政治人物，貴族派的領袖之一，昆圖斯·凱基利烏斯·梅特盧斯·努米底庫斯之子。
梅特盧斯·皮烏斯是獨裁者蘇拉的支持者，於前81年時當上大祭司一職。蘇拉死後繼續活躍於政界，與龐培一同鎮壓塞多留叛亂。